# Pomârla, Botoșani
Pomârla este satul de reședință al comunei cu același nume din județul Botoșani, Moldova, România.

## Personalități marcante
- Samson Bodnărescu (1840-1902), scriitor și poet român, membru al societății culturale „Junimea”.

 Acest articol despre o localitate din județul Botoșani este deocamdată un ciot. Puteți ajuta Wikipedia prin completarea lui.